# Llanocetidae
Famille
Les Llanocetidae sont une famille éteinte de « vraies baleines » (baleines à fanons) ou mysticètes primitifs ne portant pas encore de fanons mais des dents. Ils sont connus à l'Éocène supérieur en Antarctique et au Pérou, il y a environ entre 36 et 34 Ma (millions d'années). 
Mystacodon selenensis, qui appartient à cette famille, est le plus ancien mysticète connu, datant de 36,4 Ma (millions d'années). Il était auparavant rangé dans la famille monotypique des Mystacodontidae, avant d'être rattaché en 2018 à celle des Llanocetidae après une étude phylogénétique de Robert Ewan Fordyce (d) et Felix Georg Marx (d) en 2018.
Un autre mysticète, non nommé, de l'Oligocène de Nouvelle-Zélande est inclus dans cette famille par Fordyce et Marx en 2018.
Ces animaux marins sont caractérisés par la présence de dents très espacées, et surtout de gencives très développées qui préfigureraient les fanons des mysticètes plus évolués.

## Systématique
La famille des Llanocetidae a été créée en 1989 par le mammalogiste marin et paléontologue américain Edward Dick Mitchell (d) (1939-2019).

## Liste des genres
- † Llanocetus Mitchell, 1989[1]
- † Mystacodon Lambert et al., 2017[4]

## Publication originale
- (en) Edward D. Mitchell, « A New Cetacean from the Late Eocene La Meseta Formation Seymour Island, Antarctic Peninsula », Journal canadien des sciences halieutiques et aquatiques, vol. 46, no 12,‎ décembre 1989, p. 2219-2235 (ISSN 0706-652X et 1205-7533, DOI 10.1139/F89-273).